# Cayetano March
Antonio Cayetano March (Guayaquil, 3 de julio de 2000), a menudo denominado simplemente Cayetano March, es un tenista ecuatoriano.
March tiene un ranking ATP de individuales de 655, el más alto de su carrera, logrado en septiembre de 2020. También tiene un ranking ATP de dobles de 510, el más alto de su carrera, logrado en abril de 2022.
Posee 1 título de individuales de la ITF y ha representado a Ecuador en la Copa Davis, donde tiene un récord de G/P de 1-1.

## Finales del World Tour y Challenger

### Individuales (1) (1–0)
| Leyenda (pliega)          |
| ------------------------- |
| ATP Challenger Tour (0–0) |
| ITF Futures Tour (1–0)    |

| Títulos por superficie |
| ---------------------- |
| Dura (0–0)             |
| Arcilla (1–0)          |
| Hierba (0–0)           |
| Alfombra (0–0)         |

| Resultado | G-P | Fecha    | Torneo                 | Tier    | Superficie | Adversario   | Puntuación |
| --------- | --- | -------- | ---------------------- | ------- | ---------- | ------------ | ---------- |
| Ganada    | 1–0 | abr 2019 | M15 Guayaquil, Ecuador | Futuros | Arcilla    | Matyas Fuele | 6–4, 6–4   |

### Dobles 3 (0–3)
| Leyenda (Dobles)          |
| ------------------------- |
| ATP Challenger Tour (0–1) |
| ITF Futures Tour (0–2)    |

| Títulos por superficie |
| ---------------------- |
| Duro (0–3)             |
| Arcilla (0–0)          |
| Hierba (0–0)           |
| Alfombra (0–0)         |

| Resultado | G-P | Fecha    | Torneo                                  | Tier       | Superficie | Pareja                 | Adversarios                        | Puntuación |
| --------- | --- | -------- | --------------------------------------- | ---------- | ---------- | ---------------------- | ---------------------------------- | ---------- |
| Pérdida   | 0–1 | Dic 2019 | M15 Santa Marta, Colombia               | Futuros    | Dura       | Alejandro Hoyos Franco | Nicolás Barrientos Alejandro Gómez | 3–4, 4–6   |
| Pérdida   | 0–2 | Dic 2019 | M15 Santo Domingo, República Dominicana | Futuros    | Dura       | Gonzalo Lama           | Nick Hardt Shintaro Mochizuki      | 3–6, 3–6   |
| Pérdida   | 0–3 | May 2021 | Salinas, Ecuador                        | Challenger | Dura       | Thiago Agustín Tirante | Nicolás Barrientos Sergio Galdós   | w/o        |